# 刘岗镇
刘岗镇，是中华人民共和国安徽省六安市寿县下辖的一个乡镇级行政单位。

## 行政区划
刘岗镇下辖以下地区：
刘岗村、烟店村、郑岗村、双枣村、大拐村、上楼村、三义村、傅楼村、塘面村、沈郢村、眠虎村、陈楼村和汤岗村。